# Солтан-Пересвят Андрій
Андрій Солтан-Пересвят (пол. Andrzej Sołtan-Pereświat; 30 листопада 1906, Київ, нині Україна — 4 вересня 1939, Нешава, Польща) — польський веслувальник українського походження, учасник Літніх Олімпійських ігор в Амстердамі 1928 року.

## Життєпис
Народився 30 листопада 1906 року в Києві, нині Україна (тоді  Російська імперія). Походив з давнього українсько-польського шляхетського роду Солтанів. 
Після Жовтневої революції переїхав до Польщі. Займався веслуванням в клубі AD Варшава. 
Був чемпіоном Польщі в 1927 році (серед вісімок) і бронзовий призер в 1928, 1930, 1931 рр. У 1930 році зайняв друге місце в змаганні польських четвірок з рульовим.
У 1927 році на Чемпіонаті світу з академічного веслування завоював срібну медаль (вісімка), на чемпіонаті Європи завоювала бронзову медаль.
На Олімпійських іграх в 1928 року, зайняв 4-е місце в змаганні вісімок. 
4 вересня 1939 року убитий під час бомбардування залізничного транспорту.